# Библиотека Плеяды

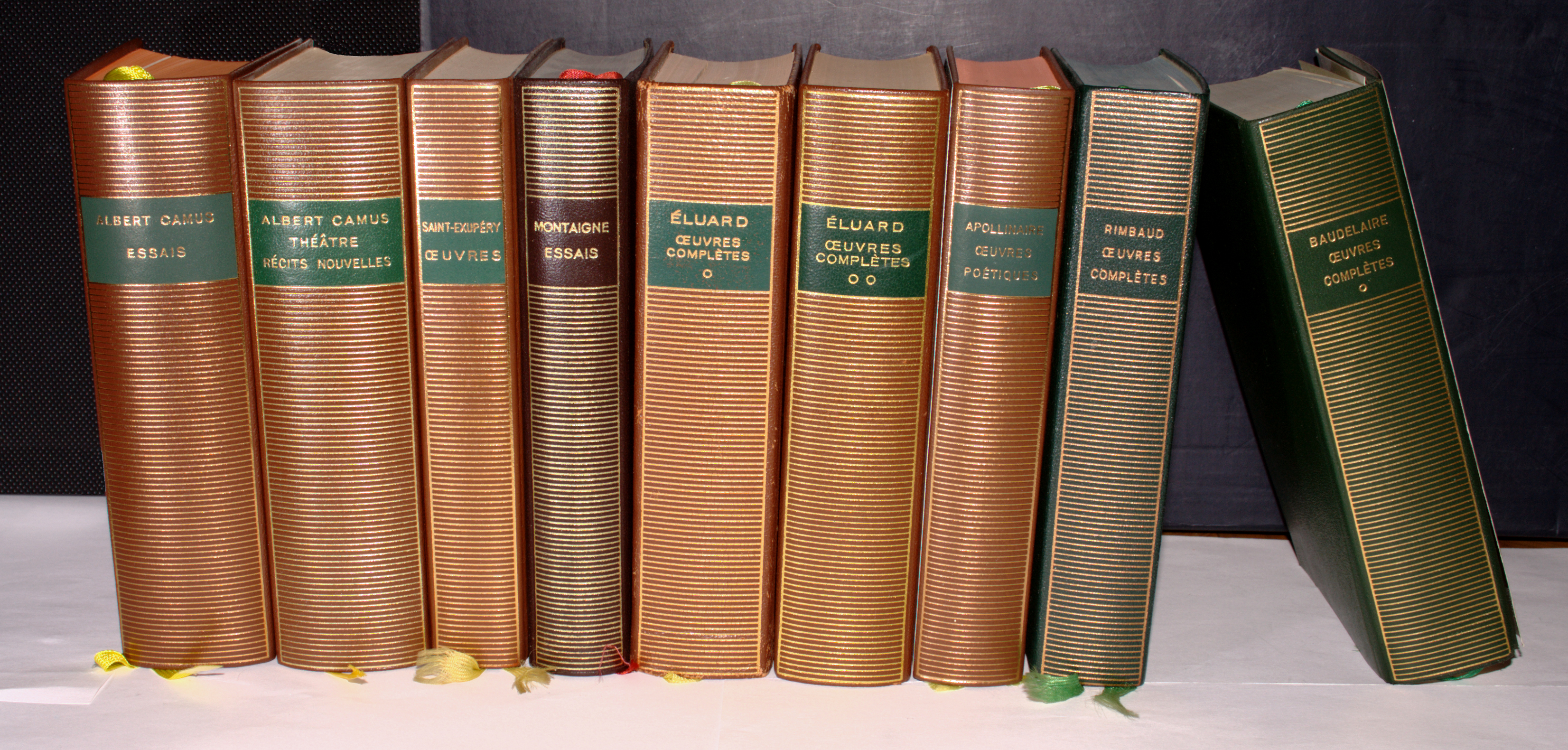
Тома из «Библиотеки Плеяды»

«Библиотека Плеяды» (фр. Bibliothèque de la Pléiade) — наиболее престижная французская книжная серия. Выпускается издательством «Галлимар» с начала 1930-х гг. Совмещает комментированное издание текста и удобный карманный формат (10,5 x 17 см).

## История
Серия была создана в 1931 году молодым издателем Жаком Шиффрином, чьё издательство, основанное в 1923 году, носило название «Издательство Плеяды» (фр. les Éditions de la Pléiade). Его замысел состоял в том, чтобы представить читателю собрания сочинений классиков в карманном формате, обеспечивающем «высокий комфорт» чтения. Первым изданием серии стал том произведений Шарля Бодлера. После того как Шиффрин столкнулся с финансовыми затруднениями, Андре Жид и Жан Шлюмберже, в качестве сотрудников журнала «Нувель ревю франсез», посоветовали Гастону Галлимару оказать ему поддержку. 31 июля 1931 года «Библиотека Плеяды» перешла к издательству «Галлимар», при этом Жак Шиффрин оставался руководителем серии вплоть до начала Второй мировой войны.

## Оформление
Книги из серии издаются в изысканном оформлении: кожаный переплёт, золотое тиснение (23 карата) на корешке, две матерчатые закладки. Тончайшая папиросная бумага позволяет томам, средний объём которых намного превышает тысячу страниц, быть удобными для чтения.
Каждый век представлен определённым цветом переплёта (например, XX век — коричневым, XIX — изумрудным и т. д.). Книги продаются в прозрачной целлофановой обёртке и в картонном футляре.

## Авторы и издания
Изначально в серии были представлены только французские авторы, но начиная с 1960-х гг. издаются также сочинения зарубежных (в том числе и русских) писателей. Факт публикации в «Библиотеке Плеяды» означает для писателя самую высокую степень признания. Очень редки случаи, когда сочинения автора выходят в этой серии прижизненно (Андре Жид, Андре Мальро, Натали Саррот, Жюльен Грак, Рене Шар, Клод Леви-Стросс и др.).
Книги из серии «Библиотека Плеяды» — критические издания, с различными вариантами текста и солидными комментариями. Издание сочинений одного автора в нескольких томах (например, Виктора Гюго) может занимать не один десяток лет.
Помимо произведений литературы, в подобном серийном оформлении раз в год выходит альбом, содержащий иллюстративные материалы, связанные с тем или иным автором. В 1960—1970-е гг. была также выпущена «Энциклопедия Плеяды» (фр. Encyclopédie de la Pléiade), созданная под руководством Раймона Кено.
По данным на сентябрь 2019 года в серии вышло 676 книг 224 авторов; в общей сложности продан 21 млн экземпляров.

### Русские писатели, попавшие в серию[3]
- Александр Грибоедов. Александр Пушкин. Михаил Лермонтов:
  - Сочинения = Œuvres. — 1973.
- Николай Гоголь:
  - Собрание сочинений = Œuvres complètes. — 1966.
- Иван Тургенев:
  - Собрание романов и повестей, I = Romans et nouvelles complets I. — 1981.
  - Собрание романов и повестей, II = Romans et nouvelles complets II. — 1982.
  - Собрание романов и повестей, III = Romans et nouvelles complets III. — 1986.
- Фёдор Достоевский:
  - Преступление и наказание = Crime et Châtiment. — 2004.
  - Братья Карамазовы = Les Frères Karamazov. — 1952.
  - Идиот = L'Idiot. — 1953.
  - Бесы. Бедные люди = Les Démons. Les Pauvres Gens. — 1955.
  - Подросток = L'Adolescent. — 1956.
  -  = Récits, chroniques et polémiques. — 1969.
  - Дневник писателя = Journal d'un écrivain. — 1972.
- Лев Толстой:
  - Анна Каренина. Воскресение = Œuvres I. — 1951.
  - Война и мир = Œuvres II. — 1945.
  -  = Journaux et carnets I. — 1979.
  -  = Journaux et carnets II. — 1980.
  -  = Journaux et carnets III. — 1985.
  -  = Souvenirs et Récits. — 1961.
- Николай Лесков. Михаил Салтыков-Щедрин:
  - Сочинения = Œuvres. — 1967.
- Антон Чехов:
  - Сочинения, I = Œuvres I. — 1967.
  - Сочинения, II = Œuvres II. — 1970.
  - Сочинения, III = Œuvres III. — 1971.
- Максим Горький
  - Сочинения = Œuvres. — 2005.
- Михаил Булгаков:
  - Сочинения, I = Œuvres I. — 1997.
  - Сочинения, II = Œuvres II. — 2004.
- Борис Пастернак:
  - Сочинения = Œuvres. — 1990.
- Владимир Набоков[4] (в каталоге указан как американский писатель):
  - Романы, I = Œuvres romanesques complètes I. — 1999.
  - Романы, II = Œuvres romanesques complètes II. — 2010.
  - Романы, III = Œuvres romanesques complètes III. — 2020.